# Nihil est turpius, quam bellum gerere cum eo, cuicum familiariter vixeris
 Nihil est turpius, quam bellum gerere cum eo, cuicum familiariter vixeris лат. (изговор:  нихил ест турпијус квам белум герере кум ео куикум фамилијаритер виксерис). Ништа није одвратније него ратовати с оним с којим си пријатељски живио. (Цицерон)

## Поријекло изреке
Изрекао римски државник и бесједник Цицерон (први вијек п. н. е.).

## Тумачење
Ову изреку посебно и у цијелости потврђују посљедњи ратови јужнословенских простора. У овим вјерским и националним ратовима ратовали су у дословном смислу: комшије против комшија, пријатељи против пријатеља, кумови против кумова, браћа против браће, мужеви и сопствене жене...